# 25 février aux Jeux olympiques de 2006
Le samedi 25 février aux Jeux olympiques d'hiver de 2006 est le quinzième jour de compétition.

## Programme
- 10h00 : Biathlon (H) : 15 km départ groupé
- 12h00 : Biathlon (F) : 12,5 km départ groupé
- 15h00 : Ski alpin (H) : Slalom (1re manche)
- 16h30 : Patinage de vitesse (F) : 5 000 m
- 17h30 : Bobsleigh (H) : Bob à quatre (3e manche)
- 18h30 : Ski alpin (H) : Slalom (2e manche)
- 19h20 : Bobsleigh (H) : Bob à quatre (4e et dernière manche)
- 19h30 : Short-track (H) : 500 m (quarts de finale)
- 19h45 : Short-track (F) : 1 000 m (quarts de finale)
- 20h15 : Short-track (H) : 500 m (demi-finales)
- 20h20 : Short-track (F) : 1 000 m (demi-finales)
- 20h35 : Hockey sur glace (H) : (finale 3e/4e place) ;  République tchèque 3-0  Russie
- 20h45 : Short-track (H) : 500 m (finale)
- 20h55 : Short-track (F) : 1 000 m (finale)
- 21h25 : Short-track (H) : relais 5 000 m (finale)

(H) : Hommes ; (F) : Femmes ; (M) : Mixte
L'heure utilisée est l'heure de Turin : UTC+01 heure ; la même utilisée à Bruxelles, Genève et Paris.

## Finales

### Biathlon - 15 km départ groupé H
| Place | Nation    | Athlète              | Temps total   | Pénalités* |
| ----- | --------- | -------------------- | ------------- | ---------- |
| 1er   | Allemagne | Michael Greis        | 47 min 20 s 0 | 1          |
| 2e    | Pologne   | Tomasz Sikora        | +6 s 3        | 1          |
| 3e    | Norvège   | Ole Einar Bjørndalen | +12 s 3       | 3          |
| 4e    | Finlande  | Paavo Puurunen       | +23 s 7       | 0          |
| 5e    | Russie    | Sergei Tchepikov     | +39 s 1       | 0          |
| 6e    | Norvège   | Emil Hegle Svendsen  | +53 s 8       | 2          |
| 7e    | Norvège   | Halvard Hanevold     | +54 s 9       | 3          |
| 8e    | Allemagne | Alexander Wolf       | +55 s 3       | 2          |

*Il y a vingt tirs : 10 couchés, 10 debout. Un tir raté équivaut à une boucle de pénalité d'environ 25 secondes (compris ici dans le chrono final).

### Biathlon - 12,5 km départ groupé F
| Place | Nation      | Athlète                 | Temps total   | Pénalités* |
| ----- | ----------- | ----------------------- | ------------- | ---------- |
| 1er   | Suède       | Anna Carin Olofsson     | 40 min 36 s 5 | 1          |
| 2e    | Allemagne   | Kati Wilhelm            | +18 s 8       | 1          |
| 3e    | Allemagne   | Uschi Disl              | +41 s 9       | 3          |
| 4e    | Allemagne   | Martina Glagow          | +57 s 1       | 2          |
| 5e    | France      | Florence Baverel-Robert | +1 min 04 s 0 | 2          |
| 6e    | Biélorussie | Olga Nazarova           | +1 min 14 s 0 | 1          |
| 7e    | Chine       | Xianying Liu            | +1 min 20 s 7 | 2          |
| 8e    | Bulgarie    | Ekaterina Dafovska      | +1 min 32 s 9 | 3          |

*Il y a vingt tirs : 10 couchés, 10 debout. Un tir raté équivaut à une boucle de pénalité d'environ 25 à 28 secondes (compris ici dans le chrono final).

### Patinage de vitesse – 5 000 m F
| Place | Nation             | Athlète                | Temps         |
| ----- | ------------------ | ---------------------- | ------------- |
| 1er   | Canada             | Clara Hughes           | 6 min 59 s 07 |
| 2e    | Allemagne          | Claudia Pechstein      | 7 min 00 s 08 |
| 3e    | Canada             | Cindy Klassen          | 7 min 00 s 57 |
| 4e    | République tchèque | Martina Sáblíková      | 7 min 01 s 38 |
| 5e    | Allemagne          | Daniela Anschütz-Thoms | 7 min 02 s 82 |
| 6e    | Canada             | Kristina Groves        | 7 min 03 s 95 |
| 7e    | États-Unis         | Catherine Raney        | 7 min 04 s 91 |
| 8e    | Norvège            | Maren Haugli           | 7 min 06 s 08 |

### Bobsleigh - Bob à quatre H
| Place | Nation     | Athlètes                                                            | Temps         |
| ----- | ---------- | ------------------------------------------------------------------- | ------------- |
| 1er   | Allemagne  | Andre Lange Rene Hoppe Kevin Kuske Martin Putze                     | 3 min 40 s 42 |
| 2e    | Russie     | Alexandre Zoubkov Filipp Egorov Alexej Seliverstov Alekseï Voïevoda | 3 min 40 s 55 |
| 3e    | Suisse     | Martin Annen Thomas Lamparter Beat Hefti Cédric Grand               | 3 min 40 s 83 |
| 4e    | Canada     | Pierre Lueders Ken Kotyk Morgan Alexander Lascelles Brown           | 3 min 40 s 92 |
| 5e    | Allemagne  | René Spies Christoph Heyder Enrico Kühn Alexander Metzger           | 3 min 41 s 04 |
| 6e    | États-Unis | Steven Holcomb Curt Tomasevicz Bill Schuffenhauer Lorenzo Smith III | 3 min 41 s 36 |
| 7e    | États-Unis | Todd Hays Pavle Jovanovic Steve Mesler Brock Kreitzburg             | 3 min 41 s 44 |
| 8e    | Suisse     | Ivo Rueegg Andi Gees Roman Handschin Christian Aebli                | 3 min 41 s 80 |

### Ski alpin - Slalom H
| Place | Nation   | Athlète            | Temps         |
| ----- | -------- | ------------------ | ------------- |
| 1er   | Autriche | Benjamin Raich     | 1 min 43 s 14 |
| 2e    | Autriche | Reinfried Herbst   | 1 min 43 s 97 |
| 3e    | Autriche | Rainer Schönfelder | 1 min 44 s 15 |
| 4e    | Japon    | Kentaro Minagawa   | 1 min 44 s 18 |
| 5e    | Suède    | André Myhrer       | 1 min 44 s 18 |
| 6e    | Croatie  | Ivica Kostelić     | 1 min 44 s 45 |
| 7e    | Japon    | Naoki Yuasa        | 1 min 44 s 57 |
| 8e    | Suède    | Johan Brolenius    | 1 min 44 s 81 |

### Short-track - 500 m H
| Place | Nation       | Athlète                 | Temps               |
| ----- | ------------ | ----------------------- | ------------------- |
| 1er   | États-Unis   | Apolo Anton Ohno        | 41 s 935            |
| 2e    | Canada       | François-Louis Tremblay | 42 s 002            |
| 3e    | Corée du Sud | Hyun-Soo Ahn            | 42 s 089            |
| 4e    | Canada       | Éric Bédard             | 42 s 093            |
| 5e    | Royaume-Uni  | Jon Eley                | 42 s 497            |
| 6e    | Japon        | Satoru Terao            | 42 s 377 (finale B) |
| 7e    | Italie       | Nicola Rodigari         | 42 s 398 (finale B) |

Après disqualifications en demi-finales, la Finale B ne mit aux prises que deux patineurs

### Short-track – 1 000 m F
| Place | Nation       | Athlète         | Temps                     |
| ----- | ------------ | --------------- | ------------------------- |
| 1er   | Corée du Sud | Sun-Yu Jin      | 1 min 32 s 859            |
| 2e    | Chine        | Wang Meng       | 1 min 33 s 079            |
| 3e    | Chine        | Yang Yang       | 1 min 33 s 937            |
| 4e    | Canada       | Tania Vicent    | 1 min 34 s 099 (finale B) |
| 5e    | Canada       | Amanda Overland | 1 min 34 s 191 (finale B) |
| 6e    | Italie       | Arianna Fontana | 1 min 34 s 269 (finale B) |
| 7e    | Allemagne    | Yvonne Kunze    | 1 min 34 s 789 (finale B) |

La Coréenne Eun-Kyung Choi est disqualifiée en finale A.

### Short-track - Relais 5 000 m H
| Place | Nation       | Athlètes                                                             | Temps                     |
| ----- | ------------ | -------------------------------------------------------------------- | ------------------------- |
| 1er   | Corée du Sud | Ahn Hyun-soo Song Suk-woo Seo Ho-jin Lee Ho-suk                      | 6 min 43 s 376            |
| 2e    | Canada       | Éric Bédard Charles Hamelin François-Louis Tremblay Mathieu Turcotte | 6 min 43 s 707            |
| 3e    | États-Unis   | Alex Izykowski John Paul Kepka Apolo Anton Ohno Rusty Smith          | 6 min 47 s 990            |
| 4e    | Italie       | Fabio Carta Nicola Rodigari Nicola Franceschina Yuri Confortola      | 6 min 48 s 597            |
| 5e    | Chine        | Li Jiajun Li Ye Li Haonan Sui Baoku                                  | 6 min 53 s 989            |
| 6e    | Australie    | Lachlan Hay Stephen Lee Mark McNee Elliot Shriane                    | 7 min 01 s 666 (finale B) |
| 7e    | Allemagne    | Thomas Bauer André Hartwig Arian Nachbar Sebastian Praus             | 7 min 13 s 338 (finale B) |

Après disqualifications en demi-finales, la Finale B ne mit aux prises que deux équipes

## Médailles du jour
| Rang | Nations      | Médaille d'or | Médaille d'argent | Médaille de bronze | Total |
| ---- | ------------ | ------------- | ----------------- | ------------------ | ----- |
| 1er  | Allemagne    | 2             | 2                 | 1                  | 5     |
| 2e   | Corée du Sud | 2             | 0                 | 1                  | 3     |
| 3e   | Canada       | 1             | 2                 | 1                  | 4     |
| 4e   | Autriche     | 1             | 1                 | 1                  | 3     |
| 5e   | États-Unis   | 1             | 0                 | 1                  | 2     |
| 6e   | Suède        | 1             | 0                 | 0                  | 1     |
| 7e   | Pologne      | 0             | 1                 | 0                  | 1     |
| -    | Russie       | 0             | 1                 | 0                  | 1     |
| 9e   | Norvège      | 0             | 0                 | 1                  | 1     |
| -    | Suisse       | 0             | 0                 | 1                  | 1     |
| -    | Chine        | 0             | 0                 | 1                  | 1     |